# Terezópolis de Goiás
Terezópolis de Goiás es un municipio brasilero del estado de Goiás.

## Geografía
Su población estimada en 2006 era de 6.266 habitantes.
Emancipada el 29 de abril de 1992, pasó a llamarse Terezópolis de Goiás. Antes era conocido con el nombre de Villa Santa Tereza, y pertenecía al municipio de Goiánapolis. 
Después de su emancipación, la ciudad aun encuentra una gran dificultad por estar situada entre dos grandes centros urbanos, la capital, Goiânia y la ciudad más grande del interior goiano, Anápolis. Terezópolis de Goiás, aun hoy depende mucho de otros municipios, principalmente en el área de hospitales, clínicas laboratorios, etc.